# 유청사
유청사(劉請士, ? ~ ?) 또는 유제사(劉諸士)는 전한의 제후로, 장사경왕의 증손이다.

## 생애
아버지 유경의 뒤를 이어 고성후(高城侯)에 봉해졌다. 시호를 경(頃)이라 하였고, 작위는 아들 유풍이 이었다.

## 출전
- 반고, 《한서》 권15하 왕자후표 下

| 선대 아버지 고성질후 유경 | 전한의 고성후 ? ~ ? | 후대 아들 유풍 |